# Marolyn Pastrana
Marolyn Ariana Pastrana (* 29. Juni 2007) ist eine ecuadorianische Leichtathletin, die sich auf den Sprint spezialisiert hat.

## Sportliche Laufbahn
Erste internationale Erfahrungen sammelte Marolyn Pastrana im Jahr 2023, als sie bei den U20-Südamerikameisterschaften in Bogotá mit 12,44 s in der Vorrunde im 100-Meter-Lauf ausschied und mit der ecuadorianischen 4-mal-100-Meter-Staffel in 47,87 s den vierten Platz belegte. Anschließend belegte sie bei den Ibero-Amerikanischen-U18-Meisterschaften in Lima in 12,36 s den fünften Platz über 100 Meter und gelangte auch mit der Staffel mit 48,51 s auf Rang fünf. Im Jahr darauf verpasste sie bei den U20-Südamerikameisterschaften ebendort mit 12,51 s den Finaleinzug über 100 Meter und belegte mit der Staffel in 47,28 s den fünften Platz. Anschließend schied sie bei den U20-Weltmeisterschaften in Lima mit der Staffel mit 47,43 s im Vorlauf aus. Im Dezember siegte sie in 24,30 s im 200-Meter-Lauf bei den U18-Südamerikameisterschaften in San Luis und sicherte sich mit der Staffel in 48,23 s die Bronzemedaille.
2023 wurde Pastrana ecuadorianische Meisterin in der 4-mal-100-Meter-Staffel.

## Persönliche Bestzeiten
- 100 Meter: 12,04 s (+1,0 m/s), 8. Juni 2024 in Quito
- 200 Meter: 24,90 s (+0,8 m/s), 20. Oktober 2024 in Quito